# Breath
Breath je debutové album české hudební skupiny A Banquet, které vyšlo v dubnu 2012. Obsahuje 11 skladeb a producentsky se na desce podílel Steve Albini a Boris Carloff. Část desky se nahrávala v Chicagu v USA a zbytek v Praze. Prvním singlem byla píseň „Far Away“. Hudební videoklip k písni se natáčel částečně v Chicagu během nahrávání kapely v USA. Píseň se umístila na předních příčkách několika českých prestižních hitparád. Druhým singlem byla „Climb the Hill“. Deska měla příznivé recenze: 8/10 MusicServer.cz, 80 % MF Dnes, 6/7 iReport, 80 % Koule.cz. Obal desky vytvořil známý český tatér Musa a byl vyhlášen nejlepším hudebním obalem roku v cenách Megaton show. Píseň „Far Away“ se objevila v nominacích na Skladbu roku hudebních cen Žebřík.

## Seznam skladeb
1. „Carved Out“ – 3:54
2. „Cinnamon Skies“ – 3:18
3. „Far Away“ – 3:39
4. „The Dust We Are“ – 3:56
5. „Blue Feelings“ – 3:17
6. „Fledgling“ – 2:15
7. „Touch the Unsaid“ – 3:08
8. „I Am the Ninth Wave“ – 2:23
9. „Glass Clouds“ – 4:23
10. „Lights & Memories“ – 4:11
11. „Climb the Hill“ – 5:00